# Strook (stripverhaal)
Een strook is de benaming bij strips voor 2 of 3 plaatjes op een rij.
De meeste krantenstrips worden getekend in stroken. Elke dag worden er namelijk één of twee stroken gepubliceerd.
Voor vervolgverhalen in kranten is het belangrijk om aan het eind van zo'n strook een "cliffhanger" te hebben: een spannend moment waardoor de lezer nieuwsgierig is naar het vervolg. Willy Vandersteen gebruikte het voor zijn strip Suske en Wiske.
Strips die worden voorgepubliceerd in tijdschriften of die gelijk in album worden uitgebracht en dus niet worden voorgepubliceerd in een krant hebben niet de beperking van stroken. Zij kunnen het verhaal tekenen door het hele blad te gebruiken, soms met plaatjes die van boven tot onderen doorlopen.